# Vibrante alveolare
La vibrante alveolare è una consonante, rappresentata con il simbolo [r] nell'alfabeto fonetico internazionale (IPA).
Nell'ortografia dell'italiano tale fono è rappresentato dalla lettera R.

## Caratteristiche
La consonante vibrante alveolare sonora presenta le seguenti caratteristiche:
- il suo modo di articolazione è vibrante, perché questo fono è dovuto a un ciclo di rapidi occlusioni e rilasci dell'aria nel canale orale (la bocca);
- il suo luogo di articolazione è alveolare, perché nel pronunciare tale suono la punta della lingua si accosta agli alveoli dei denti incisivi superiori;
- è una consonante sonora, in quanto questo suono è prodotto con la vibrazione delle corde vocali.

Nella fonologia generativa tale fonema è formato dalla sequenza dei tratti: +vocalico, +consonantico, -compatto, -continuo.

## In italiano
In italiano tale fono è un fonema, presente per esempio nella parola "rana" [ˈraːna].
Molto spesso la r si pronuncia emettendo una sola vibrazione: si tratta in questo caso della monovibrante alveolare, di simbolo /ɾ/. Questo fono è riscontrabile specialmente in posizione intervocalica non in iniziale.
Da notare che esso può essere realizzato in numerose varianti (allofoni) come la vibrante uvulare [ʀ], la fricativa uvulare sonora [ʁ] o sorda [χ] o l'approssimante labiodentale [ʋ]: tutte queste varianti vengono comunemente designate sotto il nome generico di "erre moscia".
Al nord nella zona di Venezia, la r si tende a pronunciare retroflessa, di simbolo [ɽ].

## Altre lingue

### Spagnolo
In lingua spagnola tale fono è reso con la grafia ⟨r⟩ a inizio e fine parola e dopo n o l, e con la grafia ⟨rr⟩ fra vocali:
- rueda "ruota" [ˈrːweða]
- carro "carretto" [ˈkarːo]

### Catalano
In lingua catalana tale fono è reso con la grafia ⟨r⟩ a inizio parola, e con la grafia ⟨rr⟩ fra vocali:
- roda "ruota" [ˈrːɔðə]
- carro "carretto" [ˈkarːu]

### Occitano
Tale fono è presente in lingua occitana.

### Ceco
In lingua ceca tale fono è reso con la grafia ⟨r⟩ e può essere nucleo di sillaba (sonante):
- krk "collo" [kr̩k]

### Slovacco
In lingua slovacca tale fono può essere nucleo di sillaba (sonante): se lungo, viene rappresentato con un accento acuto ⟨ŕ⟩.

### Serbo-croato
In lingua serbo-croata tale fono è reso con la grafia ⟨r⟩ e può essere nucleo di sillaba (sonante): se lungo, inoltre, viene rappresentato con un accento acuto ⟨ŕ⟩:
- rt "cappa" [r̩t]
- sŕna [sr̩ːna]

### Greco
In lingua greca tale fono è reso ⟨ρ⟩ nell'alfabeto greco:
- άνθρωπος (traslitterato ánthrōpos) "essere umano, uomo" [ˈɐnθropos]

### Ungherese
In lingua ungherese tale fono è reso con la grafia ⟨r⟩.

### Finlandese
In lingua finlandese tale fono è reso con la grafia ⟨r⟩.

### Basco
In lingua basca tale fono è reso con la grafia ⟨r⟩.

### Arabo
In lingua araba tale fono è reso con la grafia ⟨ر⟩ nell'alfabeto arabo.